# 热咖啡

热咖啡模组的抓图

“熱咖啡”（英語：Hot Coffee）是对2004年发行的電腦遊戲《俠盜獵車手：聖安地烈斯》中内置的一个色情小游戏的非官方称呼。玩家无法通过正常的方式游玩到这个小游戏，而需要对游戏进行一定的修改才能玩到。在这个小游戏中，玩家可以扮演《俠盜獵車手：聖安地烈斯》的主人公卡尔·约翰逊，與他在游戏中的女朋友展开床戏，进行性行为，以增進二人關係發展。
将“熱咖啡”小游戏内置于《聖安地烈斯》中是游戏的开发商Rockstar North的总裁山姆·豪泽对俠盜獵車手系列的远大抱负之一。在游戏的开发工作结束前，Rockstar的运营总管Jennifer Kolbe警告豪泽称露骨的性爱内容可能会导致该作的游戏年龄分级受到负面影响，冲击本作的销量。由于未能完全移除“熱咖啡”，开发人员使用过场动画将其向玩家隐藏起来。本作于2004年在PlayStation 2平台上发售。发售后，数据挖掘工作者发现了该露骨性爱内容的存在的痕迹，并且在本作于2005年7月7日在Windows发售后确认了其存在。两天后，模组制作者Patrick Wildenborg发布了一个解锁该小游戏的补丁。

## 概述
在遊戲中，主角卡尔·约翰逊可結交6名女友，透過約會增加好感度。當好感度到達一定程度時，在與女友約會返家後，女友會邀請主角進她家進行“Hot Coffee”，即進行虛擬性愛。
未經修改的原裝遊戲在進行“Hot Coffee”時，只會聽見主角與女友親熱時的聲音，鏡頭一直只在女友家外晃動。但經安裝修改檔的遊戲程式，可進行一個小遊戲，玩家需控制主角與女友在床上的姿勢及順著節奏点击，但不含裸體圖像。而最近推出的新版“Hot Coffee”檔則把女角的衣服移走。
遊戲發行商Rockstar Games則否認該色情小遊戲隱藏在未經修改的遊戲程式中，並指出是破解者經還原工程而加入的。
來自荷蘭的修改檔作者Patrick Wildenborg（網名PatrickW）則指出，他只改動main.scm的一個位元以调整視角以及動作指令，並非自己添加色情動作，無任何創作。因此認為該小遊戲早已存在於原裝遊戲光碟之中，只是未經解鎖啟動，把視角放在主人翁女友家。
有人使用GameShark及AR Max秘技軟件對PlayStation 2版遊戲作測試，證實PS2版也有該小遊戲，來源方面大概是開發人員殘留下來的傑作，並連同正式版一同收錄在光碟中。

## 廠商回應
至2005年7月20日，美國ESRB評級機構評為AO級（Adult Only），Rockstar方面也宣稱將暫停出產現版本，並提供了移除“Hot Coffee”更新檔供下載。預計於2005年年底，Rockstar將發行遊戲的新版本，以切合M級（Mature, 17+）標準。
ESRB在調整遊戲評級後，許多連鎖商店紛紛把遊戲從貨架中抽起，Rockstar方面或會對銷售商對遊戲作出回收。

## 官司纠纷
“热咖啡”事件发生后不久，游戏发行商Take-Two Interactive和游戏开发商Rockstar Games就被消费者联合告上法庭，直到2009年9月1日Take-Two官方才宣布同意赔偿20,115,000美元给联合起诉方以撤销诉状。

## 相關条目
- 俠盜獵車手：聖安地列斯

## 资料来源
1. ↑  .   [2009-09-08]. （原始内容存档于2009-09-10）.